# نمک سبز مگنس
نمک سبز مگنس (به انگلیسی: Magnus' green salt) با فرمول شیمیایی H۱۲Cl۴N۴Pt۲ یک ترکیب شیمیایی با شناسه پاب‌کم ۲۴۸۸۰۸۲۱ است. که جرم مولی آن ۶۰۰٫۰۹ می‌باشد. شکل ظاهری این ترکیب، جامد سبز است.